# Constantino Zaballa

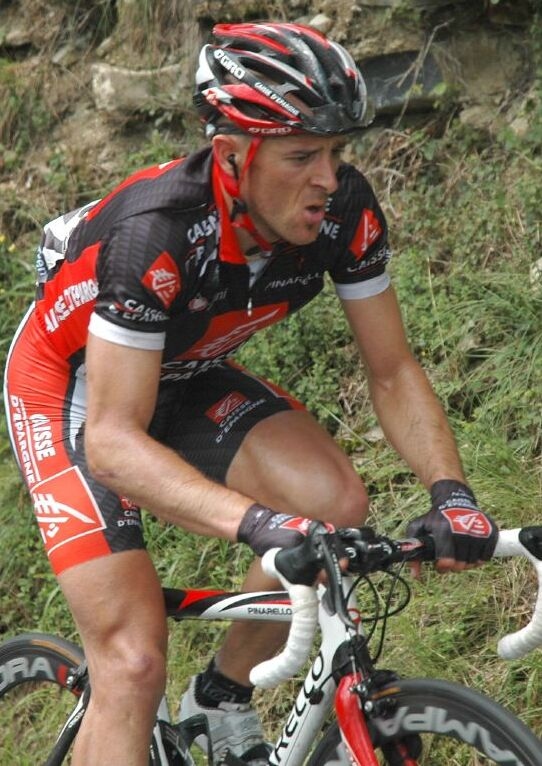
Constantino Zaballa

Constantino Zaballa Gutiérrez (* 15. Mai 1978 in La Hayuela) ist ein ehemaliger spanischer Radrennfahrer.

## Karriere
Zaballa wurde 2001 bei Kelme-Costa Blanca Profi und gewann eine Etappe der Tour de l’Avenir und der Portugal-Rundfahrt. 2004 wechselte er dann zu Saunier Duval-Prodir und konnte die 19. Etappe der Vuelta a España für sich entscheiden. Sein wohl erfolgreichste Saison war 2005, als er Dritter bei Paris-Nizza wurde und das ProTour-Rennen Clásica San Sebastián für sich entscheiden konnte. ZU den weiteren größeren Erfolgen seiner Karriere gehörten die Gesamtwertungssiege der Euskal Bizikleta 2007 und der Vuelta a Asturias 2010. Er bestritt und beendete alle drei Grand Tours, wobei seine beste Platzierung Rang 27 beim Giro d’Italia 2003 war. Nach Ablauf der Saison 2014 beendete er seine aktive Laufbahn.
Zaballa wird beschuldigt in den Dopingskandal Fuentes verwickelt zu seien. Im März 2012 wurde er für neun Monate gesperrt, weil er positiv auf Ephedrin getestet wurde.

## Erfolge

### Straße
2004
- eine Etappe Vuelta a España

2005
- Clásica San Sebastián

2007
- Gesamtwertung und eine Etappe Euskal Bizikleta

2008
- eine Etappe Grand Prix Paredes Rota dos Móveis

2009
- Spanische Straßenmeisterschaft

2010
- Gesamtwertung und eine Etappe Vuelta a Asturias

2011
- eine Etappe Vuelta a Asturias

2013
- Gesamtwertung  und eine Etappe Tour de Tipaza
- Destination Thy

### Cyclocross
2008/2009
- VI Ciclocross de Medina de Pomar, Medina de Pomar
- Spanische Crossmeisterschaft

## Grand-Tour-Platzierungen
| Grand Tour            | 2002 | 2003 | 2004 | 2005 |
| --------------------- | ---- | ---- | ---- | ---- |
| Giro d’ItaliaGiro     | –    | 27   | –    | –    |
| Tour de FranceTour    | 116  | –    | –    | DNF  |
| Vuelta a EspañaVuelta | –    | 30   | 30   | 58   |

## Teams
- 2001 Kelme-Costa Blanca
- 2002 Kelme-Costa Blanca
- 2003 Kelme-Costa Blanca
- 2004 Saunier Duval-Prodir
- 2005 Saunier Duval-Prodir
- 2006 Caisse d’Epargne-Illes Balears
- 2007 Caisse d’Epargne
- 2008 LA-MSS
- 2009 LA-Rota dos Móveis
- 2010 Centro Ciclismo de Loulé-Louletano
- 2011 Miche-Guerciotti
- 2013 Christina Watches-Onfone
- 2014 Christina Watches-Onfone